# 11836 Eileen
11836 Eileen è un asteroide areosecante. Scoperto nel 1986, presenta un'orbita caratterizzata da un semiasse maggiore pari a 2,3448704 UA e da un'eccentricità di 0,3530261, inclinata di 22,46998° rispetto all'eclittica.